# Джин Еммонс
Джин Е́ммонс (англ. Gene Ammons), повне ім'я Ю́джин Е́ммонс (англ. Eugene Ammons; 14 квітня 1925, Чикаго, Іллінойс — 6 серпня 1974, там само) — американський джазовий саксофоніст (тенор).

## Біографія
Народився 14 квітня 1925 року в Чикаго, штат Іллінойс. Син піаніста Альберта Еммонса. Вивчав музика у Волтера Даєтта у середній школі Дю-Сейбл. У віці 18 років залишив Чикаго і поїхав на гастролі з Кінгом Колаксом. Став відомим як член оркестру Біллі Екстайна (1944—1947), пізніше очолював власні гурти в Чикаго. Замінив Стена Гетца у гурті Вуді Германа (1949), створив гурт зі Сонні Стіттом (1950), відомий своїми тенор-батлами; гурт розпався у 1952 році. Пізніше Еммонс очолював декілька гуртів, які базувались в основному в Чикаго.
Його проблеми з наркотиками декілька разів серйозно переривали кар'єру у 1950-х і 1960-х, включаючи ув'язнення у 1958—1960 і 1962—69 роках. Продовжив концертну діяльність зі своєю ритм-секцією. Після того як захворів навесні 1974 року, у липні був госпіталізований в Чикаго з діагнозом рак, де і помер від пневмонії.
Зазнав впливу Лестера Янга, і, пізніше, стилю бібоп; вважається представником школи кул-джазу.

## Дискографія
| - Golden Saxophone (Savoy, 1952) - All Star Sessions (Prestige, 1950–55) - The Happy Blues (Prestige, 1956) - Jammin' with Gene (Prestige, 1956) - Funky (Prestige, 1957) - Jammin' in Hi Fi with Gene Ammons (Prestige, 1957) - The Big Sound (Prestige, 1958) - Groove Blues (Prestige, 1958) - Blue Gene (Prestige, 1958) - The Swingin'est (Vee-Jay, 1958) з Бенні Гріном - Boss Tenor (Prestige, 1960) - Nice an' Cool (Moodsville, 1961) - Jug (Prestige, 1961) - Groovin' with Jug (Pacific Jazz, 1961) з Річардом Холмсом - Dig Him! (Argo, 1961) з Сонні Стіттом; також вийшов як We'll Be Together Again (Prestige) - Boss Tenors (Verve, 1961) з Сонні Стіттом - Just Jug (Argo, 1961); також вийшов як Gene Ammons Live! in Chicago (Prestige) - Up Tight! (Prestige, 1961) - Boss Soul! (Prestige, 1961) - Twisting the Jug (Prestige, 1961) з Джо Ньюменом і Джеком Мак-Даффом - Brother Jack Meets the Boss (Prestige, 1962) з Джеком Мак-Даффом - Boss Tenors in Orbit! (Verve, 1962) з Сонні Стіттом - Soul Summit (Prestige, 1962) з Сонні Стіттом і Джеком Мак-Даффом - Nothin' But Soul (Up Front, 1962) з Говардом Мак-Гі - Soul Summit Vol. 2 (Prestige, 1961–62) з Еттою Джонс і Джеком Мак-Даффом - Late Hour Special (Prestige, 1961-62 [1964]) | - The Soulful Moods of Gene Ammons (Moodsville, 1962) - Blue Groove (Prestige, 1962 [1982]) - Preachin' (Prestige, 1962) - Jug & Dodo (Prestige, 1962 [1972]) з Додо Мармарозою - Velvet Soul (Prestige, 1960-62 [1964]) - Angel Eyes (Prestige, 1960-62 [1965]) - Sock! (Prestige, 1954-62 [1965]) - Bad! Bossa Nova (Prestige, 1962) - The Boss Is Back! (Prestige, 1969) - Brother Jug! (Prestige, 1969) - Night Lights (Prestige, 1970) - The Chase! (Prestige, 1970) з Декстером Гордоном - The Black Cat! (Prestige, 1970) - You Talk That Talk! (Prestige, 1971) з Сонні Стіттом - My Way (Prestige, 1971) - Chicago Concert (Prestige, 1971) з Джеймсом Муді - Free Again (Prestige, 1972) - Got My Own (Prestige, 1972) - Big Bad Jug (Prestige, 1972) - God Bless Jug and Sonny (Prestige, 1973 [2001]) з Сонні Стіттом - Left Bank Encores (Prestige, 1973 [2001]) з Сонні Стіттом - Gene Ammons and Friends at Montreux (Prestige, 1973) - Gene Ammons in Sweden (Enja, 1973) - Brasswind (Prestige, 1973) - Together Again for the Last Time (Prestige, 1973) з Сонні Стіттом - Goodbye (Prestige, 1974) |